# Robinho
Robson de Souza (São Vicente, São Paulo, 25 de enero de 1984), más conocido como Robinho, es un exfutbolista brasileño. Es conocido por su carrera en Europa y la selección brasileña, apodado mundialmente como el Rey de la Bicicleta por la manera en que jugaba.
En 1999, a los quince años de edad, fue elegido por la leyenda brasileña Pelé como su heredero. En 2002, llevó al Santos FC a su primer título del Campeonato Brasileño desde la época de Pelé. Luego ganó un segundo título con Santos y dos más con el Real Madrid. También obtuvo el título italiano de la Serie A en su primera temporada con el AC Milan. Con la selección nacional de Brasil, logró levantar la Copa América y dos veces la Copa FIFA Confederaciones, además de disputar dos ediciones de la Copa Mundial de la FIFA.
En enero de 2022, fue condenado a nueve años de prisión por un delito de violación perpetrado en 2013.

## Trayectoria
Empezó su vida deportiva jugando al fútbol sala en el club Beira-Mar. La entidad, ya desaparecida, dio lugar a un complejo deportivo que hoy lleva su nombre, donde dio sus primeros pasos futbolísticos. El técnico del Santos, Betinho, se fijó en él en 1994 y le hizo debutar sobre el césped con el club Associação Atlética dos Portuários. Robinho permaneció ahí poco tiempo, ya que enseguida se incorporó a la Cantera del Santos.
Ya en aquella época, el ariete se ganó los elogios del propio Pelé, que por entonces estaba al frente de las categorías juveniles del Santos. Robinho fue ganando popularidad y tras lograr el título del Campeonato Brasileño Sub-17 en 2001 fue ascendido al primer equipo.

### Santos
En 2002, Robinho marcó 10 goles en 30 partidos en su primera temporada como profesional en el Santos, logrando el Campeonato Brasileño tras 20 años de sequía y todos coincidieron en señalarle como el jugador más prometedor de Brasil.
En 2003, Robinho marca 9 goles en el Campeonato Brasileño, 4 en la Copa Libertadores llevando al Santos a la final de la Copa Libertadores donde él fue una de las principales figuras, y 2 en la Copa Sudamericana.
Luego, en 2004, ya declarado figura del Campeonato Brasileño, Robinho marcó 21 goles en 37 partidos, además de 7 goles en el Campeonato Paulista y 4 en la Copa Libertadores. A finales de año recibió el Balón de Oro brasileño, lo que le corona como el mejor futbolista de Brasil.
Al final en 2005 Robinho marcó 24 goles en 28 partidos, y el Real Madrid logró ficharle tras unas largas negociaciones por 30 millones de dólares.
A finales de enero de 2010 vuelve a recalar en el Santos, cedido por parte del Manchester City hasta agosto, donde jugó con jugadores como Neymar, Ganso y Danilo; su último paso por el Santos fue en el 2014 cuando estuvo cedido 6 meses por parte del Milan.

### Real Madrid
En invierno de 2004 estuvo a punto de firmar por el Benfica portugués. Sin embargo la aparición del Real Madrid en la negociación hizo que el brasileño fichara por el equipo merengue tras una larga y compleja negociación.
Finalmente el Real Madrid anunció su fichaje el 30 de julio de 2005 por un precio superior a los $30 millones. Debutó contra el Cádiz en el Estadio Ramón de Carranza el 28 de agosto de 2005. En este encuentro el brasileño dio todo un recital de fútbol, siendo quizás su mejor partido de la temporada. Marcó su primer gol con su nuevo club el 22 de septiembre de 2005 al marcar de cabeza el empate a uno contra el Athletic Club, en un partido que el Madrid acabó ganando. Durante su primer año como madridista tuvo una temporada turbulenta llena de altibajos y críticas por su juego, marcó 12 goles en total, 8 en Liga y 4 en Copa del Rey, siendo la Champions la única competición en la que no marcó y jugó principalmente por ambas bandas, siendo uno de los jugadores más destacados del equipo en un año decepcionante en cuanto a resultados y juego del club.
El inicio de la temporada 2006-07 fue expectante para Robinho, después de una buena participación en la Copa del Mundo en Alemania, pero a pesar de esto no contaba mucho para su nuevo entrenador Fabio Capello y no tuvo casi actividad durante los primeros 5 meses, lo que le llevó a pensar en la posibilidad de abandonar el club. Después de las vacaciones de invierno, comenzó a tener más participación en el cuadro merengue, ubicándole principalmente como volante o lateral por la izquierda, tras una lucha de más de 3 meses, ayuda a su equipo a recuperar el liderato de la Liga y finalmente se imponen ganándole al Mallorca en la última jornada. Terminó la temporada con 6 goles marcados en 30 partidos.

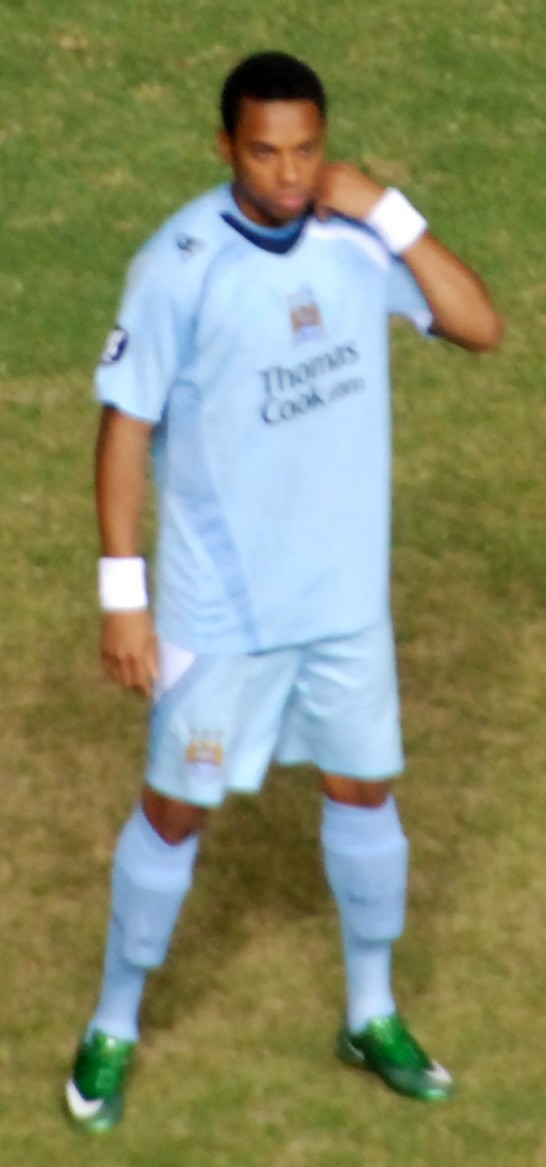
Robinho con el Manchester City.

Uno de sus mejores encuentros fue el 24 de octubre de 2007 en Liga de Campeones, disputado en el Estadio Santiago Bernabéu frente al Olympiacos Griego, en el cual marcó dos goles. También realizó un gran partido frente al Villarreal en la Liga Española marcando dos goles el 27 de enero de 2008.

### Manchester City
Pese a la insistencia de Robinho de querer abandonar al Real Madrid para marcharse al Chelsea, el 1 de septiembre de 2008, Robinho fue traspasado al Manchester City por 43 millones de euros. El 13 de septiembre de 2008, debuta en la Premier League precisamente contra el equipo al que insistía marcharse: el Chelsea, anotando un gol en el primer tiempo. En ese partido, el Chelsea derrota al Manchester City por 3-1.
Pese a la polémica y a las altas expectativas que Robinho no acabó de saciar, lo cierto es que realizó una temporada muy aceptable. Fue su temporada más prolífica en el área desde su llegada a Europa, ya que con sus 14 tantos en liga figuraba entre los máximos goleadores en la Premier. Su rendimiento fue bueno, en esa misma temporada fue el fichaje más caro y el jugador mejor pagado de la Premier League; pero el hecho de llevarse mal con el entrenador, junto con una serie de polémicas, fue suficiente para no continuar en el Manchester City.

### Regreso al Santos

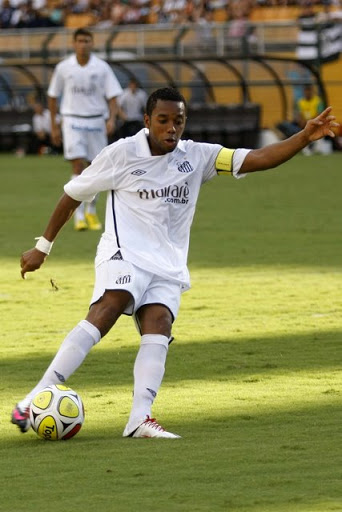
Robinho como capitán del Santos en 2010.

El 28 de enero de 2010, llegó al Santos de Brasil tras ser cedido por el Manchester City hasta final de temporada con la mira puesta en el Mundial de Sudáfrica 2010. En su vuelta al Santos, Robinho marca dos goles para su equipo que enfrentaba al Palmeiras. El encuentro finalizó con un resultado de 4-3 a favor del Palmeiras.

### Milan

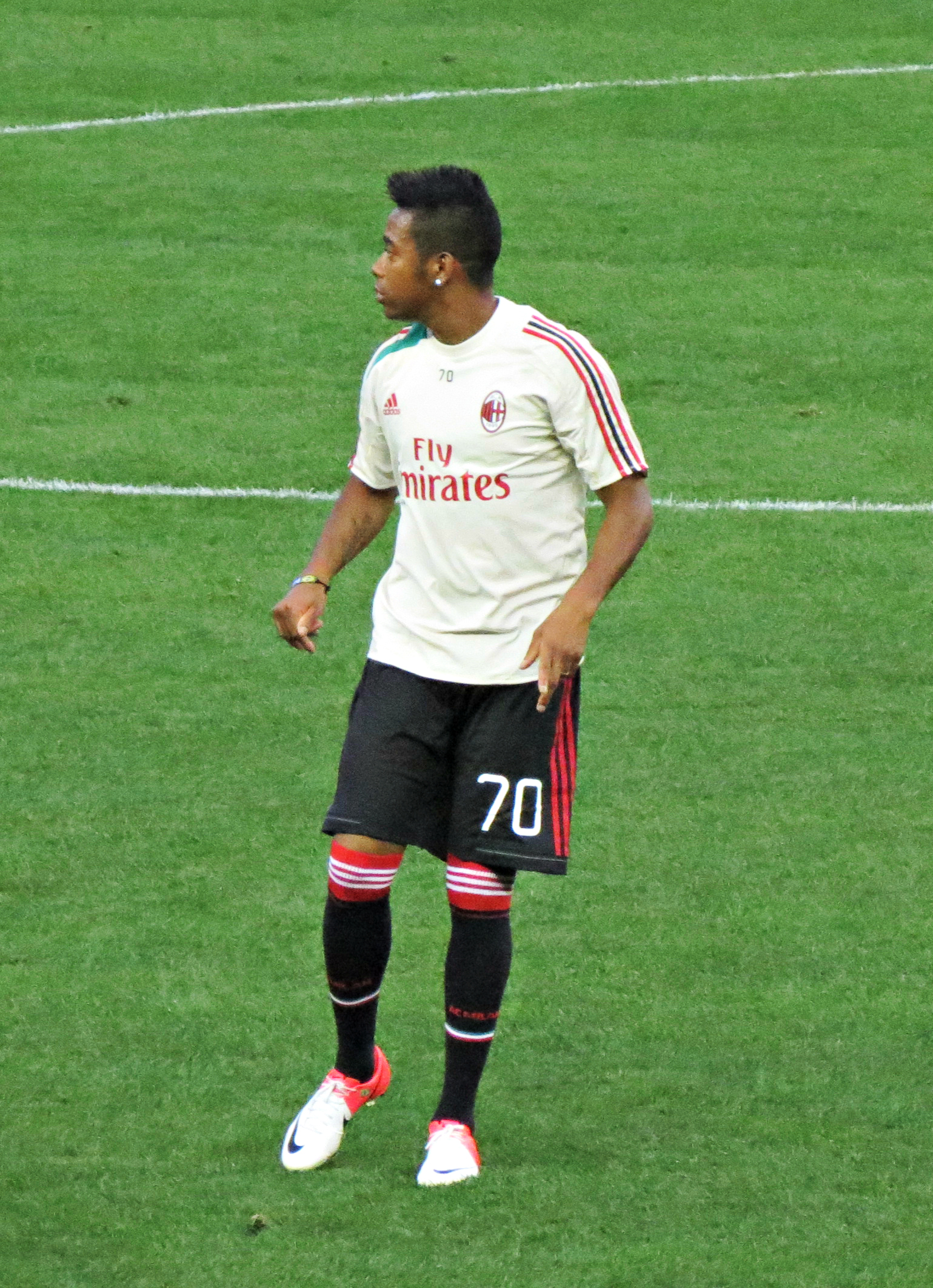
Robinho durante el calentamiento previo a un partido con el Milan en agosto de 2012.

El 31 de agosto de 2010, el Milan de Italia, ficha a Robinho con un coste de 18 millones más objetivos por cuatro temporadas, siendo el sexto refuerzo rossonero para la siguiente temporada después de jugadores como Marco Amelia, Mario Yepes, Sokratis, Kevin-Prince Boateng y Zlatan Ibrahimović. El 11 de septiembre de 2010, Robinho debuta con su equipo, siendo derrotado por el Cesena por 0-2. El 16 de octubre, Robinho marcó su primer gol con el Milan, con victoria de su equipo 3-1 sobre el Chievo Verona. Se proclamó campeón de la Serie A 2010-11 con el conjunto milanés, siendo el goleador del equipo junto a Alexandre Pato y Zlatan, con 14 goles cada uno. Sin embargo, con el paso de las temporadas fue diluyendo su nivel, al punto de dejar de ser un recurrente en la selección brasileña, no siendo convocado ni para la Copa Confederaciones 2013 ni para la Copa Mundial de Fútbol de 2014.
En septiembre de 2012, el São Paulo empieza a negociar con el jugador, para reforzar el equipo paulista en 2013, lo cual finalmente quedó en nada y Robinho se terminó quedando otra temporada más.

### Santos
El 7 de agosto de 2014 se confirma su segunda cesión al Santos y en los 6 meses que estuvo de nuevo en Brasil, se consagró como el mejor jugador del Campeonato Paulista, volviéndose el centro de la atención en todos los partidos por su tradicional bicicleta.

### Guangzhou Evergrande
En 2015 se confirmó que el Guangzhou Evergrande de China lo compró y firmó un contrato de 6 meses donde cobraría alrededor de 9 millones. En varios partidos deleitó a los aficionados asiáticos con sus goles y su tradicional bicicleta. En diciembre jugó el Mundial de Clubes, en el cual quedó eliminado por el Barcelona por 0-3.

### Atlético Mineiro
En enero de 2016, Atlético Mineiro tuvo su mejor temporada en cuanto a goles marcados, 16 goles en 28 partidos logrando una media de 0,57 goles por partido, su debut fue en el Campeonato Mineiro, el cual fue aceptable. En su segundo partido marcó su primer gol, consiguió también dos hat-tricks, siendo el mejor jugador y el máximo goleador del Campeonato Mineiro con 9 goles, marcó un gol en 3 partidos disputados en la Copa Libertadores, en la liga brasileña siendo él la gran figura del Campeonato, siendo también el máximo goleador de su equipo con 6 goles en 11 partidos. Ya lleva 3 asistencias en lo que lleva de la temporada, sus bicicletas, sus sombreros y su estilo de juego colectivo han enamorado la afición del equipo Galo.

### Turquía
El 23 de enero de 2018 el Sivasspor de Turquía hizo oficial la llegada de Robinho a su escuadra para jugar la Superliga de Turquía. A finales de año se marchó al Estambul Başakşehir F. K., donde estuvo hasta la finalización de la temporada 2019-20.

### 4.ª etapa en Santos
El 10 de octubre de 2020 se hizo oficial que iniciaría su cuarta etapa en Santos F. C. firmando hasta la finalización de la temporada con un bajo salario debido a la situación económica del club. Sin embargo, apenas unos días después las cosas se complicaron cuando un patrocinador (Orhtopride) rompió su contrato con el equipo y el 16 de octubre, apenas unos días luego de su llegada (6 días después), el club tomó una decisión drástica: le rescindió el vínculo.

## Selección nacional

### Sub-23
Fue convocado para la selección sub-23 de Brasil en el Preolímpico Sub-23 Chile 2004 donde marcó 3 goles, pero no logró clasificarse para los Juegos Olímpicos de Atenas 2004, quedando en tercer lugar del preolímpico.

### Absoluta

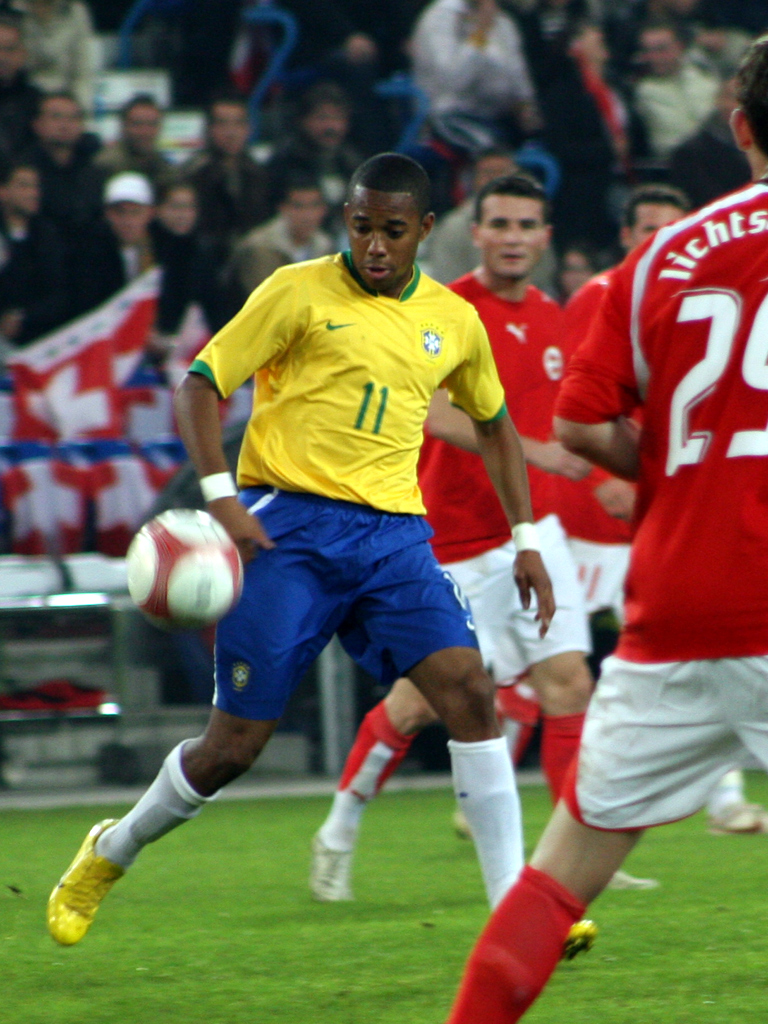
Robinho durante un Suiza-Brasil en 2006

Fue convocado por primera vez en 2003, en la Copa de Oro de la Concacaf 2003 donde Brasil quedó subcampeón. Luego Robinho fue convocado a las clasificatorias para la Copa Mundial de 2006 y la Copa FIFA Confederaciones 2005, donde Brasil fue campeón tras derrotar en la final a Argentina por 4 a 1. Robinho disputó todos los partidos marcando 2 goles.
En 2006 fue convocado al Mundial de Alemania 2006 donde participó en 4 partidos y fue eliminado por Francia en cuartos de final por 1 a 0. En 2007 fue convocado para la Copa América 2007 donde fue el máximo goleador con 6 goles en 6 partidos, donde ganó la copa frente a Argentina por 3 a 0.
En el Mundial de Sudáfrica 2010, marcó 2 goles: 1 a Chile y 1 a Holanda, donde quedaron eliminados en cuartos de final por 2 a 1.

El 31 de octubre de 2013, después de que el delantero Diego Costa renunciara a la convocatoria con la selección de Brasil y prefirió a España de cara al próximo Mundial, el seleccionador Luiz Felipe Scolari, convocó a Robinho para los próximos partidos contra Honduras y Chile. El 19 de noviembre de 2013, Robinho dio el triunfo a la selección brasileña con un gol en el minuto 78, superando a Pelé como máximo goleador contra Chile, con 9 anotaciones.

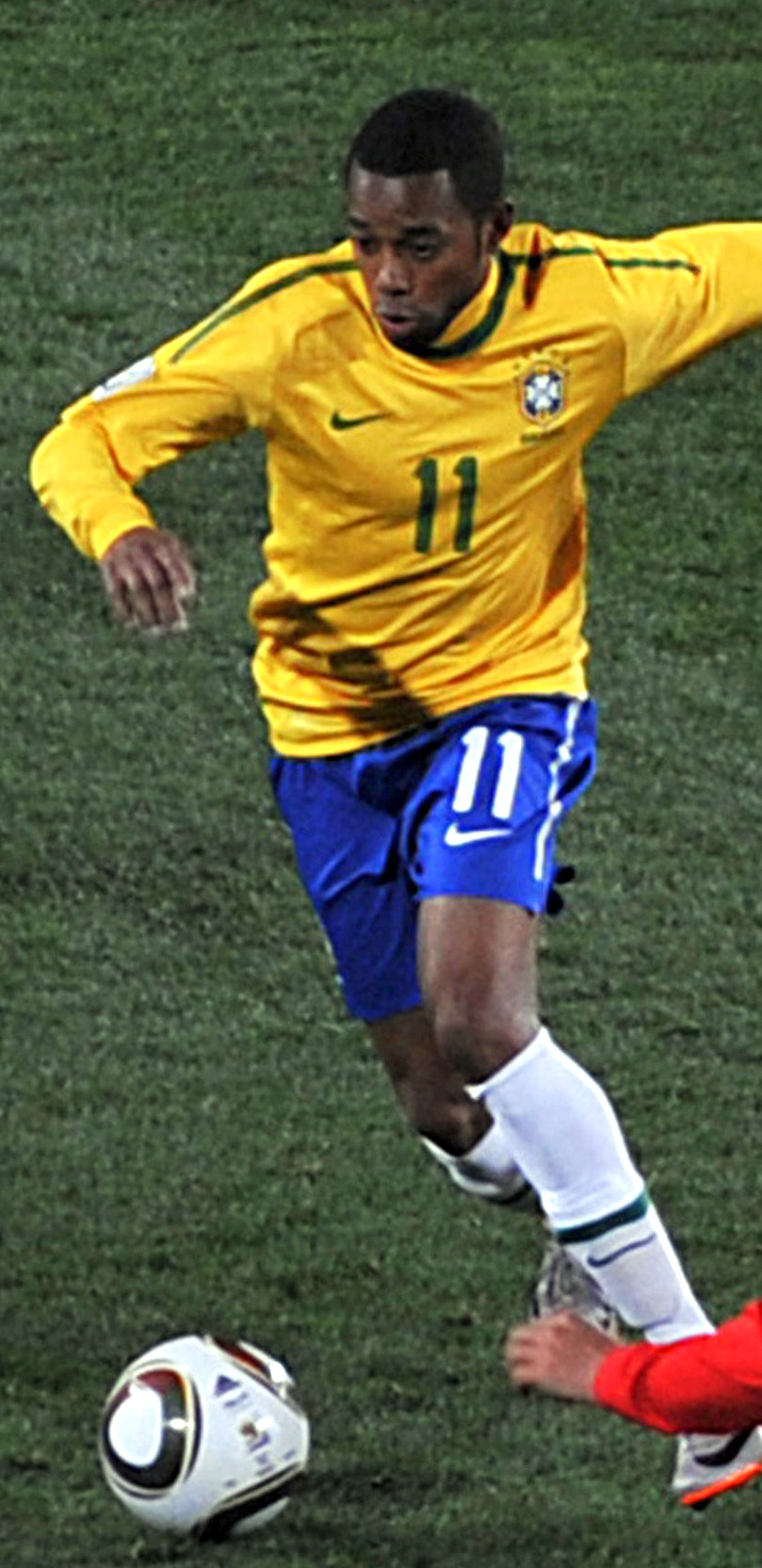
Robinho en el Mundial 2010 frente a Corea del Norte

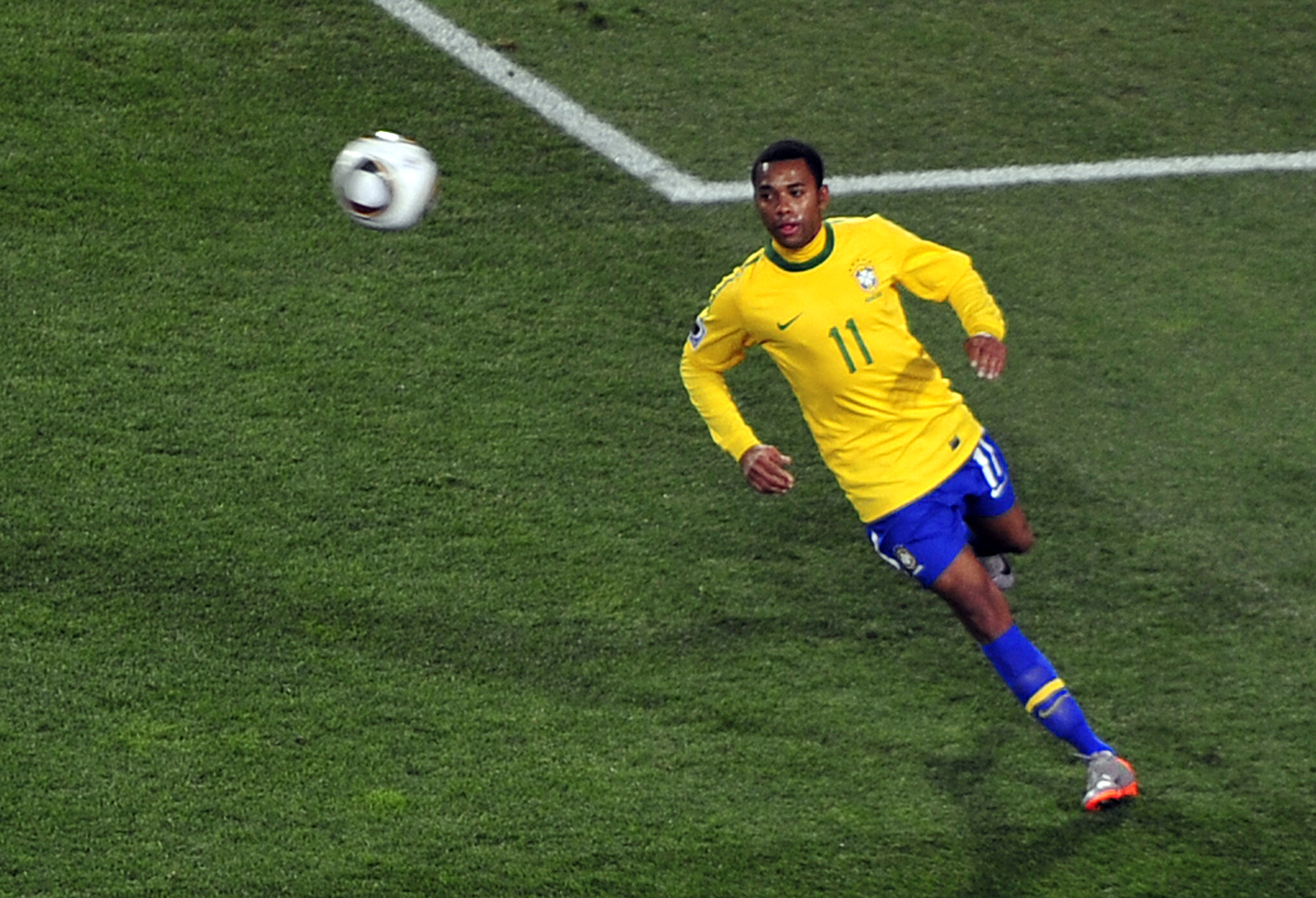
Imagen de Robinho en el Mundial 2010 frente a la Chile

No fue tenido en cuenta para la Copa Mundial de 2014, sin embargo fue convocado para disputar la Copa América 2015, donde tras la sanción a Neymar, Robinho jugó como titular ante Venezuela y Paraguay, donde ante el último, anotó un gol, pero tras ser sustituido en el minuto 86, en el empate 1-1 y posterior tanda de penales, se perdió por 4-3, dejando a Brasil con su peor presentación en una Copa América desde 2001.
Posteriormente, no fue convocado ante Chile, en las clasificatorias para la Copa Mundial de 2018, algo que provocó críticas debido a que Robinho era el máximo anotador brasileño frente a Chile. Finalmente, Brasil perdió 0-2 y fue su última derrota en clasificatorias mundialistas hasta el 21 de noviembre de 2023 cuando la Verdeamarella cayó 0-1 ante Argentina.
En enero de 2017 fue convocado por la selección brasileña para un amistoso contra Colombia en homenaje a los jugadores del Chapecoense que fallecieron en el vuelo 2933 de LaMia. Robinho sumó minutos en aquel encuentro, sin embargo tuvo una presentación irregular, lo cual hizo que no tuviera la oportunidad de volver a disputar un cupo para ser convocado posteriormente. Fue su centésimo partido con la verdeamarela y el último.

#### Participaciones en Copas del Mundo
| Mundial           | Sede      | Resultado        | Partidos | Goles |
| ----------------- | --------- | ---------------- | -------- | ----- |
| Copa Mundial 2006 | Alemania  | Cuartos de final | 4        | 0     |
| Copa Mundial 2010 | Sudáfrica | Cuartos de final | 4        | 2     |

#### Participaciones en Copas FIFA Confederaciones
| Copa                      | Sede      | Resultado | Partidos | Goles |
| ------------------------- | --------- | --------- | -------- | ----- |
| Copa Confederaciones 2005 | Alemania  | Campeón   | 5        | 2     |
| Copa Confederaciones 2009 | Sudáfrica | Campeón   | 5        | 1     |

#### Participaciones en Copas América
| Copa              | Sede      | Resultado        | Partidos | Goles |
| ----------------- | --------- | ---------------- | -------- | ----- |
| Copa América 2007 | Venezuela | Campeón          | 6        | 6     |
| Copa América 2011 | Argentina | Cuartos de final | 3        | 0     |
| Copa América 2015 | Chile     | Cuartos de final | 2        | 1     |

#### Participaciones en Copas de Oro de la Concacaf
| Copa             | Sede                    | Resultado  | Partidos | Goles |
| ---------------- | ----------------------- | ---------- | -------- | ----- |
| Copa de Oro 2003 | Estados Unidos y México | Subcampeón | 5        | 0     |

Participaciones en Superclásico de las Américas
| Copa                          | Sede  | Resultado |
| ----------------------------- | ----- | --------- |
| Super Clásico de las Americas | China | Campeón   |

## Estadísticas

### Clubes
| Club                              | Div.          | Temporada     | Liga  | Liga  | Liga   | Regional | Regional | Regional | Copas nacionales | Copas nacionales | Copas nacionales | Torneos internacionales | Torneos internacionales | Torneos internacionales | Total | Total | Total  | Media goleadora |
| Club                              | Div.          | Temporada     | Part. | Goles | Asist. | Part.    | Goles    | Asist.   | Part.            | Goles            | Asist.           | Part.                   | Goles                   | Asist.                  | Part. | Goles | Asist. | Media goleadora |
| --------------------------------- | ------------- | ------------- | ----- | ----- | ------ | -------- | -------- | -------- | ---------------- | ---------------- | ---------------- | ----------------------- | ----------------------- | ----------------------- | ----- | ----- | ------ | --------------- |
| Santos F. C. · Brasil             | 1.ª           | 2002          | 30    | 10    | 6      | 3        | 0        | 0        | —                | —                | —                | —                       | —                       | —                       | 33    | 10    | 6      | 0,30            |
| Santos F. C. · Brasil             | 1.ª           | 2003          | 32    | 9     | 4      | 6        | 0        | 1        | —                | —                | —                | 20                      | 6                       | 4                       | 58    | 15    | 9      | 0,26            |
| Santos F. C. · Brasil             | 1.ª           | 2004          | 37    | 21    | 7      | 10       | 7        | 3        | —                | —                | —                | 10                      | 4                       | 3                       | 57    | 32    | 13     | 0,56            |
| Santos F. C. · Brasil             | 1.ª           | 2005          | 11    | 7     | 2      | 14       | 11       | 5        | —                | —                | —                | 9                       | 6                       | 4                       | 34    | 24    | 11     | 0,71            |
| Santos F. C. · Brasil             | 1.ª           | 2010          | 2     | 0     | 0      | 12       | 5        | 6        | 9                | 6                | 5                | —                       | —                       | —                       | 23    | 11    | 11     | 0,48            |
| Santos F. C. · Brasil             | 1.ª           | 2014          | 16    | 4     | 0      | —        | —        | —        | 5                | 5                | 1                | —                       | —                       | —                       | 21    | 9     | 1      | 0,43            |
| Santos F. C. · Brasil             | 1.ª           | 2015          | 4     | 2     | 1      | 13       | 5        | 4        | 3                | 1                | 1                | —                       | —                       | —                       | 20    | 8     | 6      | 0,40            |
| Santos F. C. · Brasil             | 1.ª           | 2020          | 0     | -     | 0      | 0        | -        | -        | 0                | 0                | 0                | —                       | —                       | —                       | 0     | 0     | 0      | 0,00            |
| Santos F. C. · Brasil             | Total club    | Total club    | 132   | 53    | 20     | 58       | 28       | 19       | 17               | 12               | 7                | 39                      | 16                      | 11                      | 246   | 109   | 57     | 0,44            |
| Real Madrid C. F. · España        | 1.ª           | 2005-06       | 37    | 8     | 3      | —        | —        | —        | 6                | 4                | 0                | 8                       | 0                       | 2                       | 51    | 12    | 5      | 0,24            |
| Real Madrid C. F. · España        | 1.ª           | 2006-07       | 32    | 6     | 4      | —        | —        | —        | 4                | 1                | 0                | 7                       | 1                       | 0                       | 43    | 8     | 4      | 0,19            |
| Real Madrid C. F. · España        | 1.ª           | 2007-08       | 32    | 11    | 8      | —        | —        | —        | 4                | 0                | 0                | 6                       | 4                       | 4                       | 42    | 15    | 12     | 0,36            |
| Real Madrid C. F. · España        | 1.ª           | 2008-09       | —     | —     | —      | —        | —        | —        | 1                | 0                | 0                | —                       | —                       | —                       | 1     | 0     | 0      | 0,00            |
| Real Madrid C. F. · España        | Total club    | Total club    | 101   | 25    | 15     | 0        | 0        | 0        | 15               | 5                | 0                | 21                      | 5                       | 6                       | 137   | 35    | 28     | 0,26            |
| Manchester City F. C. Inglaterra  | 1.ª           | 2008-09       | 31    | 14    | 5      | —        | —        | —        | —                | —                | —                | 10                      | 1                       | 4                       | 41    | 15    | 9      | 0,37            |
| Manchester City F. C. Inglaterra  | 1.ª           | 2009-10       | 10    | 0     | 3      | —        | —        | —        | 2                | 1                | 0                | —                       | —                       | —                       | 12    | 1     | 3      | 0,08            |
| Manchester City F. C. Inglaterra  | Total club    | Total club    | 41    | 14    | 8      | 0        | 0        | 0        | 2                | 1                | 0                | 10                      | 1                       | 4                       | 53    | 16    | 12     | 0,30            |
| A. C. Milan · Italia              | 1.ª           | 2010-11       | 34    | 14    | 3      | —        | —        | —        | 4                | 1                | 2                | 7                       | 0                       | 1                       | 45    | 15    | 6      | 0,33            |
| A. C. Milan · Italia              | 1.ª           | 2011-12       | 28    | 6     | 9      | —        | —        | —        | 4                | 1                | 1                | 8                       | 3                       | 2                       | 40    | 10    | 12     | 0,25            |
| A. C. Milan · Italia              | 1.ª           | 2012-13       | 23    | 2     | 5      | —        | —        | —        | 1                | 0                | 0                | 3                       | 0                       | 0                       | 27    | 2     | 5      | 0,07            |
| A. C. Milan · Italia              | 1.ª           | 2013-14       | 23    | 3     | 5      | —        | —        | —        | 2                | 1                | 0                | 7                       | 1                       | 0                       | 32    | 5     | 5      | 0,16            |
| A. C. Milan · Italia              | Total club    | Total club    | 108   | 25    | 22     | 0        | 0        | 0        | 11               | 3                | 3                | 25                      | 4                       | 3                       | 144   | 32    | 30     | 0,22            |
| Guangzhou Evergrande China        | 1.ª           | 2015          | 9     | 3     | 1      | —        | —        | —        | —                | —                | —                | —                       | —                       | —                       | 9     | 3     | 1      | 0,33            |
| Guangzhou Evergrande China        | Total club    | Total club    | 9     | 3     | 1      | 0        | 0        | 0        | 0                | 0                | 0                | 0                       | 0                       | 0                       | 10    | 3     | 1      | 0,33            |
| Atlético Mineiro · Brasil         | 1.ª           | 2016          | 30    | 12    | 7      | 10       | 9        | 1        | 8                | 3                | 1                | 7                       | 1                       | 0                       | 55    | 25    | 9      | 0,46            |
| Atlético Mineiro · Brasil         | 1.ª           | 2017          | 30    | 7     | 4      | 13       | 3        | 3        | 4                | 1                | 1                | 7                       | 2                       | 1                       | 54    | 13    | 9      | 0,24            |
| Atlético Mineiro · Brasil         | Total club    | Total club    | 60    | 19    | 11     | 23       | 12       | 4        | 12               | 4                | 2                | 14                      | 3                       | 1                       | 74    | 22    | 12     | 0,35            |
| Sivasspor Turquía                 | 1.ª           | 2017-18       | 14    | 4     | 3      | —        | —        | —        | —                | —                | —                | —                       | —                       | —                       | 14    | 4     | 3      | 0,29            |
| Sivasspor Turquía                 | 1.ª           | 2018-19       | 16    | 8     | 2      | —        | —        | —        | —                | —                | —                | —                       | —                       | —                       | 16    | 8     | 2      | 0,50            |
| Sivasspor Turquía                 | Total club    | Total club    | 30    | 12    | 5      | 0        | 0        | 0        | 0                | 0                | 0                | 0                       | 0                       | 0                       | 30    | 12    | 5      | 0,40            |
| Estambul Başakşehir F. K. Turquía | 1.ª           | 2018-19       | 17    | 4     | 3      | —        | —        | —        | 1                | 0                | 0                | —                       | —                       | —                       | 18    | 4     | 3      | 0,22            |
| Estambul Başakşehir F. K. Turquía | 1.ª           | 2019-20       | 15    | 0     | 0      | —        | —        | —        | 4                | 0                | 0                | 5                       | 0                       | 0                       | 24    | 0     | 0      | 0,00            |
| Estambul Başakşehir F. K. Turquía | Total club    | Total club    | 32    | 4     | 3      | 0        | 0        | 0        | 5                | 0                | 0                | 5                       | 0                       | 0                       | 42    | 4     | 3      | 0,14            |
| Total carrera                     | Total carrera | Total carrera | 503   | 155   | 85     | 81       | 40       | 23       | 59               | 25               | 12               | 113                     | 29                      | 25                      | 770   | 249   | 145    | 0,32            |
| 1. 2. 3. 4.                       |               |               |       |       |        |          |          |          |                  |                  |                  |                         |                         |                         |       |       |        |                 |

### Selecciones
| Selección         | Temporada     | Amistosos | Amistosos | Amistosos | Sudamérica | Sudamérica | Sudamérica | Mundial | Mundial | Mundial | Total | Total | Total  | Media goleadora |
| Selección         | Temporada     | Part.     | Goles     | Asist.    | Part.      | Goles      | Asist.     | Part.   | Goles   | Asist.  | Part. | Goles | Asist. | Media goleadora |
| ----------------- | ------------- | --------- | --------- | --------- | ---------- | ---------- | ---------- | ------- | ------- | ------- | ----- | ----- | ------ | --------------- |
| Olímpica · Brasil | 2003          | 2         | 2         | 0         | —          | —          | —          | —       | —       | —       | 2     | 2     | 0      | 1               |
| Olímpica · Brasil | 2004          | —         | —         | —         | 7          | 3          | 1          | —       | —       | —       | 7     | 3     | 1      | 0,43            |
| Olímpica · Brasil | Total         | 2         | 2         | 0         | 7          | 3          | 1          | 0       | 0       | 0       | 9     | 5     | 1      | 0,56            |
| Absoluta · Brasil | 2003          | —         | —         | —         | —          | —          | —          | 5       | 0       | 1       | 5     | 0     | 1      | 0               |
| Absoluta · Brasil | 2004          | —         | —         | —         | 1          | 0          | 0          | —       | —       | —       | 1     | 0     | 0      | 0               |
| Absoluta · Brasil | 2005          | 4         | 1         | 0         | 7          | 2          | 2          | 5       | 2       | 3       | 16    | 6     | 5      | 0,29            |
| Absoluta · Brasil | 2006          | 6         | 0         | 5         | —          | —          | —          | 4       | 0       | 1       | 10    | 0     | 6      | 0,00            |
| Absoluta · Brasil | 2007          | 7         | 0         | 0         | 10         | 6          | 2          | —       | —       | —       | 17    | 6     | 2      | 0,35            |
| Absoluta · Brasil | 2008          | 4         | 2         | 3         | 6          | 3          | 0          | —       | —       | —       | 10    | 5     | 3      | 0,50            |
| Absoluta · Brasil | 2009          | 2         | 1         | 1         | 5          | 1          | 1          | 5       | 1       | 2       | 12    | 4     | 4      | 0,25            |
| Absoluta · Brasil | 2010          | 7         | 4         | 1         | —          | —          | —          | 4       | 2       | 1       | 11    | 6     | 2      | 0,55            |
| Absoluta · Brasil | 2011          | 4         | 1         | 0         | 3          | 0          | 0          | —       | —       | —       | 7     | 1     | 0      | 0,14            |
| Absoluta · Brasil | 2013          | 2         | 1         | 1         | —          | —          | —          | —       | —       | —       | 2     | 1     | 1      | 0,5             |
| Absoluta · Brasil | 2014          | 3         | 0         | 0         | —          | —          | —          | —       | —       | —       | 3     | 0     | 0      | 0               |
| Absoluta · Brasil | 2015          | 2         | 0         | 0         | 2          | 1          | 1          | —       | —       | —       | 4     | 1     | 1      | 0,25            |
| Absoluta · Brasil | 2017          | 1         | 0         | 0         | —          | —          | —          | —       | —       | —       | 1     | 0     | 0      | 0               |
| Absoluta · Brasil | Total         | 43        | 10        | 11        | 34         | 13         | 6          | 23      | 5       | 8       | 100   | 30    | 25     | 0,28            |
| Total carrera     | Total carrera | 45        | 12        | 11        | 41         | 16         | 7          | 23      | 5       | 8       | 109   | 33    | 26     | 0,00            |
| 1. 2.             |               |           |           |           |            |            |            |         |         |         |       |       |        |                 |

### Resumen estadístico
| Competición           | Partidos | Goles | Asistencias | Promedio |
| --------------------- | -------- | ----- | ----------- | -------- |
| Primera división      | 503      | 155   | 85          | 0,31     |
| Regional              | 81       | 40    | 23          | 0,49     |
| Copas nacionales      | 59       | 25    | 12          | 0,42     |
| Copas internacionales | 113      | 29    | 25          | 0,26     |
| Selección absoluta    | 100      | 28    | 25          | 0,28     |
| Selección olímpica    | 9        | 5     | 1           | 0,56     |
| Total                 | 868      | 284   | 171         | 0,33     |

### Hat-tricks
| 1 | 23 de febrero de 2005 | Decio Vitta, Americana              | Rio Branco - Santos           |  | 1 - 5 | Campeonato Paulista 2005 |
| 2 | 1 de julio de 2007    | Monumental, Maturín                 | Brasil - Chile                |  | 3 - 0 | Copa América 2007        |
| 3 | 26 de octubre de 2008 | Ciudad de Mánchester, Mánchester    | Manchester City - Stoke City  |  | 3 - 0 | Premier League 2008-09   |
| 4 | 6 de marzo de 2016    | Arena Independência, Belo Horizonte | Atlético Mineiro - Tombense   |  | 4 - 1 | Campeonato Mineiro 2016  |
| 5 | 2 de abril de 2016    | Mineirão, Belo Horizonte            | Villa Nova - Atlético Mineiro |  | 2 - 7 | Campeonato Mineiro 2016  |

## Palmarés

### Campeonatos regionales
| Título              | Equipo           | Estado       | Año  |
| ------------------- | ---------------- | ------------ | ---- |
| Campeonato Paulista | Santos F. C.     | São Paulo    | 2010 |
| Campeonato Paulista | Santos F. C.     | São Paulo    | 2015 |
| Campeonato Mineiro  | Atlético Mineiro | Minas Gerais | 2017 |

### Campeonatos nacionales
| Título              | Equipo                    | País    | Año  |
| ------------------- | ------------------------- | ------- | ---- |
| Serie A             | Santos F. C.              | Brasil  | 2002 |
| Serie A             | Santos F. C.              | Brasil  | 2004 |
| Primera división    | Real Madrid C. F.         | España  | 2007 |
| Primera división    | Real Madrid C. F.         | España  | 2008 |
| Supercopa de España | Real Madrid C. F.         | España  | 2008 |
| Copa de Brasil      | Santos F. C.              | Brasil  | 2010 |
| Serie A             | A. C. Milan               | Italia  | 2011 |
| Supercopa de Italia | A. C. Milan               | Italia  | 2011 |
| Superliga           | Guangzhou Evergrande      | China   | 2015 |
| Superliga           | Estambul Başakşehir F. K. | Turquía | 2020 |

### Campeonatos internacionales
| Título               | Equipo              | Sede      | Año  |
| -------------------- | ------------------- | --------- | ---- |
| Copa Confederaciones | Selección de Brasil | Alemania  | 2005 |
| Copa América         | Selección de Brasil | Venezuela | 2007 |
| Copa Confederaciones | Selección de Brasil | Sudáfrica | 2009 |

### Distinciones individuales
| Distinción                                                     | Año  |
| -------------------------------------------------------------- | ---- |
| Parte del Equipo Ideal de América                              | 2002 |
| Parte del Equipo Ideal de América                              | 2003 |
| Parte del Equipo Ideal de América                              | 2004 |
| Balón de Oro brasileño                                         | 2004 |
| Jugador más joven del Santos en superar los 50 goles oficiales | 2004 |
| Premio World Soccer al mejor jugador joven del mundo           | 2005 |
| Más joven en llegar a 100 partidos con el Santos               | 2005 |
| Nominado al balón de oro                                       | 2005 |
| Mejor jugador de la Copa América                               | 2007 |
| Máximo regateador de la Copa América 2007                      | 2007 |
| Máximo goleador de la Copa América (6 goles)                   | 2007 |
| Máximo goleador de Brasil en partidos amistosos                | 2007 |
| Mayor cantidad de asistencias en LaLiga para el Real Madrid    | 2007 |
| Top 10 en el Balon de oro                                      | 2007 |
| Mayor cantidad de asistencias en LaLiga para el Real Madrid    | 2008 |
| Máximo goleador de Brasil en partidos amistosos                | 2008 |
| Máximo goleador del Manchester City                            | 2008 |
| Máximo goleador de Brasil en partidos amistosos                | 2009 |
| Máximo anotador contra Chile                                   | 2010 |
| Mejor jugador del Campeonato Paulista                          | 2014 |
| Mejor jugador del Campeonato Mineiro                           | 2016 |
| Máximo goleador del Campeonato Mineiro (9 goles)               | 2016 |
| 6.º jugador con más partidos en Brasil                         | 2017 |
| Máximos Goleadores del Santos en el siglo XXI                  | 2020 |

## Vida personal
Robinho comenzó a ser noticia fuera de las canchas por su gusto a participar en fiestas y celebraciones con amigos en bares y discotecas en los distintos países donde estuvo viviendo. En enero de 2009, cuando participaba en la liga inglesa, se supo que estaba siendo investigado por la policía de West Yorkshire por una presunta agresión sexual en un club nocturno de Leeds, aunque, tras ser interrogado, quedó en libertad bajo fianza. El brasileño siempre negó las acusaciones. En abril del mismo año, la policía decidió no continuar con el caso, por lo que Robinho no fue a juicio.

### Condenado a prisión
El 23 de noviembre de 2017, fue condenado por un tribunal de Milán a 9 años de cárcel por un delito de violación sexual perpetrado en 2013. 
Según informó la agencia italiana ANSA, el hecho ocurrió el 22 de enero de 2013 en una discoteca de la ciudad milanesa, en aquel año el delantero militaba en el AC Milan, en la tercera de sus cuatro temporadas como jugador rossonero. 
La violación, según el Tribunal, se produjo contra una chica albanesa, que en el momento de los hechos tenía 22 años. Según se recoge en la sentencia, el asalto sexual a la joven se cometió en compañía de otros cinco hombres brasileños, y se obliga a los condenados a indemnizar a la víctima con 60 000 euros.
Finalmente, se le condenó en enero de 2022 a nueve años de prisión por violación. Ese mismo mes, la sentencia quedó firme según un juzgado italiano que solicitó su extradición desde Brasil. Debido a que según las leyes brasileñas un ciudadano nativo no puede ser extraditado del país, se solicitó desde Italia que cumpliese la condena en una cárcel de su país.El 20 de marzo de 2024, un tribunal anunció que el jugador cumplirá su sentencia en Brasil.